# Киттель, Чарльз
Чарльз Киттель (англ. Charles Kittel; 18 июля 1916 г. — 15 мая 2019 г.) — американский физик, профессор Калифорнийского университета в Беркли с 1951 года и почётный профессор с 1978 года до конца жизни.

## Биография
Чарльз Киттель родился в Нью-Йорке в 1916 году. Учился с 1934 года в Массачусетском технологическом институте и с 1936 года в Кембриджском университете, где в 1938 году получил степень бакалавра искусств. В 1941 году в Университете Висконсин-Мэдисон защитил докторскую диссертацию под руководством Грегори Брейта. Во время Второй мировой войны присоединился к Исследовательской группе подводных операций (SORG), занимался разработкой магнитных мин и методов размагничивания кораблей, служил в Военно-морских силах США в качестве исследователя и военно-морского атташе при американском посольстве в Лондоне. В 1945 году вернулся в Массачусетский технологический институт. С 1947 по 1951 год работал в Лабораториях Белла в группе физики твёрдого тела.
С 1951 года Киттель работал в Калифорнийском университете в Беркли, где преподавал и проводил исследования в области теоретической физики твёрдого тела. Трижды удостоен стипендии Гуггенхайма в 1945, 1956 и 1963 годах. С ним работали многие известные постдокторанты, в том числе Джеймс С. Филлипс и Пьер-Жиль де Жен. В 1957 году избран членом Национальной академии наук США.
Киттель сыграл большую роль в развитии преподавания физики в Беркли, где разработал вводный курс физики, курсы физики конденсированного состояния и термодинамики. Ряд его учебников стали классическими, в частности книга «Введение в физику твердого тела», выдержавшая 8 изданий, стала настольной для преподавателей и студентов по всему миру.
Чарльз Киттель умер 15 мая 2019 года в возрасте 102 лет.

## Научная деятельность
Научные работы Киттеля посвящены физике твёрдого тела, магнетизму, статистической физике. В частности, он внёс существенный вклад в развитие теории ферро- и ферримагнетизма: показал, что достаточно мелкие ферромагнитные частицы содержат лишь один магнитный домен (1946); с Коньерсом Херрингом в 1951 году построил теорию спиновых волн и открыл магнонную моду в ферромагнетиках (мода Киттеля); предложил модель Яфета — Киттеля, обобщающую теорию ферромагнетизма Нееля (1952); был одним из авторов теоретического открытия РККИ-обменного взаимодействия (1954, первое К обозначает Киттеля); разработал теорию антисегнетоэлектричества и антиферромагнитного резонанса (1951) и теорию магнитных фазовых переходов первого рода (1960). В 1955 году Киттель с соавторами открыли циклотронный резонанс в германии p-типа, проведя первое прямое измерение кинематики электронов в твёрдом теле, что подтвердило справедливость зонной теории и важность учёта спин-орбитального взаимодействия. Он также провёл одно из первых исследований спиновых резонансов в центрах окраски, изучил роль структурного беспорядка в уменьшении теплопроводности стёкол, предсказал спин-фононное взаимодействие в парамагнетиках.

## Награды
- Премия Оливера Бакли (1957)[11]
- Премия за выдающиеся заслуги в преподавании от Калифорнийского университета в Беркли (1970)
- Медаль Эрстеда (1979)[12]

## Основные труды
Книги
- Kittel C. Introduction to Solid State Physics. — 1953 (1st ed.), 2005 (8th ed.). — ISBN 0-471-41526-X.
  - Русский перевод: Киттель Ч. Элементарная физика твердого тела. — М.: Наука, 1965.
  - Русский перевод: Киттель Ч. Введение в физику твердого тела. — М.: Наука, 1978.
- Kittel C. Elementary Statistical Physics. — John Wiley & Sons, 1958.
  - Русский перевод: Киттель Ч. Элементарная статистическая физика. — М.: Издательство иностранной литературы, 1960.
- Kittel C. Quantum Theory of Solids. — 1963 (1st ed.), 1987 (2nd ed.). — ISBN 0-471-62412-8.
  - Русский перевод: Киттель Ч. Квантовая теория твердых тел. — М.: Наука, 1967.
- Kittel C., Knight W.D., Ruderman M.A. Mechanics (Berkeley Physics Course, Vol. 1). — McGraw-Hill, 1973 (2nd ed.). — ISBN 0-7167-1088-9.
  - Русский перевод: Киттель Ч., Найт У., Рудерман М. Механика (Берклеевский курс физики, т. 1). — М.: Наука, 1983 (3-е изд.).
- Kittel C., Kroemer H. Thermal Physics. — W. H. Freeman, 1980 (2nd ed.). — ISBN 0-7167-1088-9.
  - Русский перевод: Киттель Ч. Статистическая термодинамика. — М.: Наука, 1977.

Статьи
- Kittel C. Theory of the structure of ferromagnetic domains in films and small particles // Physical Review. — 1946. — Vol. 70. — P. 965-971. — doi:10.1103/PhysRev.70.965.
- Kittel C. On the theory of ferromagnetic resonance absorption // Physical Review. — 1948. — Vol. 73. — P. 155-161. — doi:10.1103/PhysRev.73.155.
- Kittel C. Physical theory of ferromagnetic domains // Reviews of Modern Physics. — 1949. — Vol. 21. — P. 541-583. — doi:10.1103/RevModPhys.21.541.
- Yafet Y., Kittel C. Antiferromagnetic arrangements in ferrites // Physical Review. — 1952. — Vol. 87. — P. 290-294. — doi:10.1103/PhysRev.87.290.
- Ruderman M.A., Kittel C. Indirect exchange coupling of nuclear magnetic moments by conduction electrons // Physical Review. — 1954. — Vol. 96. — P. 99-102. — doi:10.1103/PhysRev.96.99.
- Dresselhaus G., Kip A.F., Kittel C. Cyclotron resonance of electrons and holes in silicon and germanium crystals // Physical Review. — 1955. — Vol. 98. — P. 368-384. — doi:10.1103/PhysRev.98.368.
- Kittel C. Excitation of spin waves in a ferromagnet by a uniform rf field // Physical Review. — 1958. — Vol. 110. — P. 1295-1297. — doi:10.1103/PhysRev.110.1295.